# Източноафриканска кампания (Втора световна война)
Източноафриканската кампания от 10 юни 1940 до 27 ноември 1941 година е военна кампания в Източна Африка на Средиземноморския театър на Втората световна война.
След първоначални успехи на Италия в завземането на Британска Сомалия, кампанията преминава в настъпление по няколко направления на сили на Британската империя, подпомагани от Етиопия, Белгия и „Свободна Франция“, срещу италианските войски в Италианска Източна Африка. Италианците имат числено превъзходство, но главно за сметка на набирани в колонията войници, и са до голяма степен изолирани от метрополията от британския флот. Те са окончателно разбити в Гондарската битка, когато над 200 хиляди души са пленени от Съюзниците. След края на кампанията отделни италиански части продължават да водят партизанска война във вътрешността на Етиопия до Капитулацията на Италия през 1943 година.